# Un ballo in maschera
Un ballo in maschera è un'opera di Giuseppe Verdi su libretto di Antonio Somma, la cui fonte è il libretto di Eugène Scribe per Daniel Auber Gustave III, ou Le Bal masqué (1833).

## La commissione dell'opera e la sua realizzazione
Frutto della giovane amicizia con Antonio Somma, nata durante il periodo della Traviata, l'opera prende spunto dal dramma francese Gustave III, ou Le Bal masqué, libretto che Eugène Scribe scrisse per Daniel Auber nel 1833 basato sulla vita dell'omonimo monarca svedese. 
Prima di essere rappresentata la prima volta al Teatro Apollo di Roma il 17 febbraio 1859, quest'opera dovette subire numerose modifiche dettate dalla censura prima borbonica e poi pontificia.
Fu nella primavera del 1856 che Verdi iniziò a prendere contatto con Vincenzo Torelli, l'allora giornalista e segretario della direzione del San Carlo, proponendogli un soggetto del tutto nuovo: un Re Lear di Shakespeare, cui aveva iniziato a lavorare in quel periodo insieme a Somma, ma che non concretò mai a causa dell'incertezza del maestro sulla compagnia teatrale e sullo stesso soggetto. Fu firmato comunque un contratto per la stagione teatrale del Carnevale del ‘57-‘58, dando così modo a Verdi di continuare i suoi lavori (tra cui il Simon Boccanegra per la Fenice di Venezia). Ma non fu facile trovare un altro soggetto da musicare: entro giugno bisognava presentare un compendio dell'argomento scelto. Nelle lettere di Verdi a Torelli si parla di diversi drammi: "Avrei amato fare il Ruy Blas; ma avete ragione, non conviene fare la parte brillante a Coletti, d'altra parte non avrebbe potuto fare la parte del protagonista".
E ancora: 
«La mia attenzione erasi fermata sopra un dramma molto bello ed interessante: Il Tesoriere del re D. Pedro, che feci subito tradurre; ma, nel farne lo schizzo per ridurlo a proporzioni musicabili, vi ho trovato tali inconvenienti da deporne il pensiero. Ora sto riducendo un dramma francese, Gustavo III di Svezia, libretto di Scribe, e fatto all'Opéra or sono più di vent'anni».
Fu quest'ultimo al quale Verdi scelse di lavorare, in accordo con la direzione del teatro.
Nell'ottobre del 1857 Somma e Verdi si misero quindi al lavoro, lavorando al libretto e alla musica e rifacendosi (con opportune modifiche) al lavoro di Scribe ed Auber, ma quando furono mandati i primi abbozzi Torelli si affrettò ad avvisare il maestro che la censura avrebbe chiesto molti cambiamenti.
Verdi giudicò discutibili tutte le richieste, soprattutto lo spostamento all'indietro di cinque o sei secoli dell'epoca in cui ambientarla; eppure a gennaio, dopo essere giunto a Napoli, riuscì con Somma a presentare un libretto con un nuovo titolo: Una Vendetta in Domino, cambiando il re in duca di Pomerania e trasportando l'azione un secolo indietro. .
Ma con l'attentato a Napoleone III, avvenuto il 14 gennaio ad opera di Felice Orsini, tutto il lavoro fu di nuovo giudicato inadatto. La direzione del San Carlo decise quindi di muoversi autonomamente facendo modificare il titolo e gran parte del contenuto del libretto, denominato ora Adelia degli Adimari, ad un librettista anonimo (si suppone fosse Domenico Bolognese, l'allora poeta ufficiale del teatro). 
Appresa la notizia, Verdi decise di sciogliersi dal contratto ancor prima di aver visionato il nuovo lavoro; la direzione gli fece causa ed egli rispose con una querela per danni. Il tutto si dovette risolvere in tribunale. Doveroso citare una parte fondamentale del memorandum che il maestro scrisse per difendersi: 
«La Vendetta in Domino si compone di 884 versi: ne sono stati cambiati 297 nell'Adelia, aggiunti molti, tolti moltissimi. Domando inoltre se nel dramma dell'Impresa esiste come nel mio
Il titolo? - No.
Il poeta? - No.
L'epoca? - No.
Località? - No.
Caratteri? - No.
Situazioni? - No.
Il sorteggio? - No.
Festa da ballo? - No.
Un Maestro che rispetti l'arte sua e se stesso non poteva né doveva disonorarsi accettando per subbietto d'una musica, scritta sopra ben altro piano, codeste stranezze che manomettono i più ovvii principii della drammatica e vituperano la coscienza dell'artista».
Dopo mesi si giunse ad un accordo: la direzione ritrattò le accuse e in cambio Verdi mise in scena al San Carlo una ripresa del Simon Boccanegra il 30 novembre del 1858.
Ma il desiderio di mettere in scena la sua opera spinse il maestro a prendere contatto con l'impresario del teatro Apollo di Roma, Vincenzo Jacovacci, il quale fu ben lieto della notizia, ma preannunciò che l'opera avrebbe dovuto subire qualche cambiamento per la censura. Somma esortò Verdi a lasciar perdere e a dare il libretto a Milano dove sarebbe passato indenne in teatro, ma per il maestro bisognava dare uno «schiaffo» al teatro napoletano, mettendo in scena l'opera «quasi sulle porte di Napoli e far vedere che anche la censura di Roma ha permesso questo libretto».
Fu così che l'opera passò nelle mani dei romani e riuscì ad andare in scena senza troppe variazioni il 17 febbraio del 1859, pur con qualche malcontento degli autori. Somma dovette accettare suo malgrado le disposizioni della censura ma si rifiutò di far pubblicare il libretto col suo nome; Verdi si dovette accontentare dei membri del cast che il teatro poteva permettersi e ne rimase alquanto deluso, ad eccezione di  Gaetano Fraschini e Leone Giraldoni.

## La prima

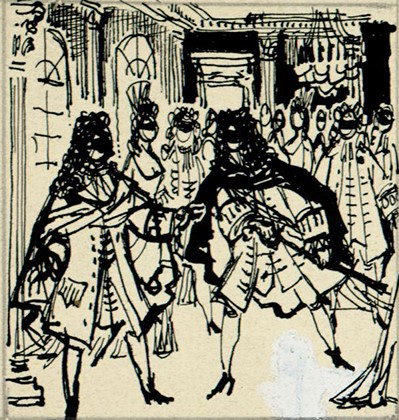
Disegno per copertina di libretto, disegno per Un ballo in maschera (s.d.). Archivio Storico Ricordi

La prima ebbe luogo il 17 febbraio 1859 al Teatro Apollo di Roma. Gli interpreti e gli artisti coinvolti furono i seguenti:

| Personaggio                           | Interprete                                                             |
| ------------------------------------- | ---------------------------------------------------------------------- |
| Riccardo                              | Gaetano Fraschini                                                      |
| Amelia                                | Eugenia Julienne Dejean                                                |
| Renato                                | Leone Giraldoni                                                        |
| Oscar                                 | Pamela Scotti                                                          |
| Ulrica                                | Zelinda Sbriscia                                                       |
| Un Giudice                            | Giuseppe Bazzoli                                                       |
| Silvano                               | Stefano Santucci                                                       |
| Un Servo di Amelia                    | Luigi Fossi                                                            |
| Samuel                                | Cesare Rossi                                                           |
| Tom                                   | Giovanni Bernardoni                                                    |
| Scene                                 | Luigi Bazzani Giovanni Battista Biseo Giuseppe Ceccato Valentino Solmi |
| Costumi                               | Filippo Peroni                                                         |
| Direttore di scena                    | Giuseppe Cencetti                                                      |
| Maestro del coro                      | Pietro Dolfi                                                           |
| Maestro al cembalo                    | Giuseppe Verdi (per tre recite), poi Tullio Ramacciotti                |
| Primo violino e direttore d'orchestra | Emilio Angelini                                                        |

## Trasformazioni imposte dalla censura
|                                    | Gennaio | Dopo il 13 gennaio | Febbraio                                                                            | Ottobre |
| Titolo                             | Gustavo III / Una Vendetta in Domino | Una Vendetta in Domino | Adelia degli Adimari                                                                | Una Festa da Ballo in Maschera (divenuta poi Un Ballo in Maschera)                                                                       |
| Protagonista                       | Trasformazione del personaggio da Re in Duca | Trasformazione del personaggio da Duca a Signore                                                                                | Trasformazione da signore a capo della fazione Guelfa                               | Trasformazione del protagonista da Duca a Conte                                                                                          |
| Luogo dell’azione                  | Spostamento dell’azione in una regione nordica (divenuta poi Pomerania) | | Firenze                                                                             | Spostamento dell’azione fuori Europa (Verrà scelta Boston)                                                                               |
| Librettista                        | Tommaso Anoni | | Anonimo                                                                             | Somma volle che il suo nome non comparisse sul libretto                                                                                  |
| Epoca in cui è ambientata l’azione | Cambiamento del periodo, dal XVII secolo a un’epoca pre-cristiana | Trasportare l’azione in un’epoca in cui si credeva alla stregoneria (Verdi la spostò solo di un secolo addietro)                | XIV secolo (1385 ca.), periodo dei Guelfi e ghibellini                              | Fine del XVII secolo |
| Altri cambiamenti                  | -L’amore deve essere nobile e venato di rimorso -I cospiratori odiano il Duca per ragioni ereditarie -La festa deve rispecchiare i costumi dell’epoca -Niente armi da fuoco | -Cambiare la moglie in sorella -Nessun ballo -Uccisione del signore dietro le scene -Eliminare la scena dei nomi tirati a sorte | -Il ballo diventa un banchetto -Il paggio diviene un soldato al servizio di Armando | -Reintegrazione della scena del sorteggio e della maggior parte dei versi e delle scene che erano stati scritti prima del terzo libretto |
| Nomi dei personaggi                | Gustavo Amelia Carlo Locusta Oscar Ivan e Mazeppa | | Armando degli Armandi Adelia degli Adimari Roberto degli Adimari Ulrica Arpini      | Riccardo Amelia Renato Ulrica Oscar |

## Precedenti
La trama è tratta da un fatto realmente accaduto: Gustavo III, re di Svezia dal 1771 al 1792, fu ferito da un uomo di corte durante un ballo il 16 marzo, e morì pochi giorni dopo. La storia, ridotta a libretto da Scribe (testo da cui poi prenderanno spunto tutte le altre opere con lo stesso soggetto), fu musicata diverse altre volte prima di diventare la fonte di Un ballo in maschera di Verdi, ed esattamente:
- Nel febbraio del 1833 da Daniel Auber, libretto di Eugène Scribe, portato in scena al Théâtre de l'Opéra di Parigi come grand opéra in 5 atti, con balletti nel I e nel V, col titolo di Gustave III, ou Le Bal masqué.[15]
- Tra il 1840 e 1841 da Vincenzo Gabussi su libretto di Gaetano Rossi, melodramma di 3 atti, rappresentata per la prima volta al Gran Teatro La Fenice di Venezia con il nome di Clemenza di Valois.[16]
- Nel febbraio del 1843 da Saverio Mercadante su libretto di Salvatore Cammarano, opera in 3 atti messa in scena la prima volta al Teatro Regio di Torino, denominata Il Reggente.[16]
- Nel 1834 Vincenzo Bellini fu tentato dallo stesso soggetto, ma il suo desiderio di destinarlo a Napoli sfumò con l'aggravarsi delle sue condizioni di salute, che lo condussero alla morte il 23 settembre 1835.[16]

## Trama
L'azione si svolge a Boston alla fine del XVII secolo.

### Atto I

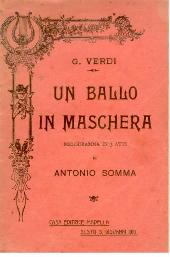
Copertina libretto delle Edizioni Madella

#### Quadro I: palazzo del governatore a Boston
Il Conte Riccardo è il saggio e illuminato governatore della colonia inglese del Massachusetts sotto il regno di Carlo II. La scena si apre nel suo palazzo, dove il Conte riceve una serie di notabili tra i quali, ben nascosto, si cela un piccolo gruppo di congiurati guidati da Samuel e Tom, che sta tramando contro di lui. Intanto il fido paggio Oscar si occupa dei preparativi di un ballo in maschera che di lì a qualche giorno sarà ospitato nel palazzo e porge al Conte una lista degli invitati tra i quali figura Amelia, moglie del creolo Renato, segretario ed amico carissimo di Riccardo. Questi ama segretamente la donna, ma è troppo fedele al proprio amico per tentare di sedurla. Successivamente un giudice chiede a Riccardo di firmare l'atto di condanna all'esilio della maga Ulrica, una donna di colore, ma Oscar tenta di dissuaderlo poiché la fattucchiera potrebbe vendicarsi facendo ricorso alle sue arti; il governatore, scettico, decide di recarsi travestito da pescatore nel 
suo antro.

#### Quadro II: l'abituro della maga Ulrica
Ulrica, al termine di un rituale, diventa consapevole che qualcosa di molto grave sta per accadere. Arriva Riccardo travestito da pescatore e accompagnato da Oscar e da un gruppo di amici; per mettere alla prova le capacità magiche di Ulrica, il governatore fa predire a turno la ventura di ciascuno di loro, per burlarsi di lei realizzando immediatamente i vaticini con degli astuti stratagemmi. Ad un certo punto giunge una donna che chiede di essere ricevuta da sola: si tratta di Amelia, la quale, divisa fra l'amore e il dovere coniugale, chiede alla maga una pozione che le renda la pace perduta. Ulrica le consiglia di recarsi a mezzanotte in un campo malfamato nei dintorni di un cimitero, dove potrà raccogliere un'erba magica. Riccardo, di nascosto, ascolta la confessione di Amelia e gioisce nel sapere che la donna ricambia il suo amore. Una volta andata via Amelia è Riccardo stesso a farsi predire il futuro. La maga non riconosce la sua nobiltà sotto mentite spoglie, e gli fa una  profezia infausta: tra i suoi amici ce n'è uno o più d'uno che tramano contro la sua vita; colui che lo ucciderà sarà anche la prima persona che gli stringerà la mano. Riccardo, per ulteriore dileggio, si aggira tra i presenti chiedendo loro di stringergli la mano, ma nessuno osa farlo. L'arrivo di Renato e la sua amichevole stretta di mano sembrano tuttavia fugare ogni dubbio: Riccardo dichiara che questi è il suo amico più fidato, e non oserà mai ucciderlo. A quel punto Riccardo rivela la sua vera identità a Ulrica e le concede la grazia e la invita ad ammettere che sia una ciarlatana; la maga, pur riconoscente nei suoi confronti, non può ritirare il vaticinio.

### Atto II
Campo malfamato nei dintorni del cimitero di Boston
Amelia si è recata di notte presso il cimitero, nel campo indicatole da Ulrica, per raccogliere l'erba magica; mentre la cerca, piange il suo amore disgraziato. Riccardo la raggiunge e, durante un colloquio serrato, le strappa la confessione del suo amore. La passione sta per travolgere i due innamorati, quando di lontano si vede sopraggiungere Renato, sulle tracce dei congiurati che stanno per tendere un agguato al Conte. Renato non riconosce la moglie, che si è coperta il volto con un velo, ed esorta l'amico a fuggire. Riccardo accetta dopo aver ottenuto da Renato la solenne promessa che riaccompagnerà la donna velata fino alle porte della città, senza mai rivolgerle la parola. Sopraggiungono i congiurati che, delusi nel trovare il segretario in luogo del governatore, vorrebbero almeno vedere il volto della sua misteriosa amante. Renato si oppone mettendo la mano alla spada e Amelia, per evitare il duello, lascia cadere il velo. La vista della moglie lascia Renato impietrito e desta l'ilarità nei congiurati, che scherzano pesantemente sulla situazione. Renato decide di lavare quest'onta col sangue di Riccardo, così convoca i congiurati nella sua casa per allearsi con loro e favorire l'uccisione del Conte. Quindi riconduce Amelia in città, non prima di averla minacciata di morte.

### Atto III
Studio del governatore di Boston
Al sorgere del nuovo giorno Renato affronta Amelia e le dice che solo il sangue potrà lavare l'onta. La donna accetta il suo destino ma implora Renato di poter abbracciare per un'ultima volta il loro figlio: nel vedere quella scena straziante, Renato decide di non uccidere sua moglie, ma solo Riccardo. Poco dopo Samuel e Tom, i congiurati, giungono a casa di Renato, ancora stupefatti del cambio repentino dell'uomo, che conferma di voler partecipare all'attentato. Si tira a sorte chi dovrà vibrare il colpo fatale e Amelia è costretta a estrarre il nome dell'assassino: il prescelto è Renato. Successivamente giunge Oscar con l'invito per il ballo in maschera, e Renato afferma che vi andrà assieme ad Amelia, la quale, avendo compreso le intenzioni del marito, tenterà in ogni modo di salvare il suo amato.
Nel frattempo Riccardo, meditando nel suo studio sulla fedeltà di Renato, ha deciso di rinunciare ad Amelia ed intende rimpatriare Renato in Inghilterra assieme alla moglie: mentre firma il decreto arriva Oscar con un biglietto consegnatogli da una donna misteriosa, ove sta scritto che durante il ricevimento la sua vita sarà messa in pericolo. Riccardo decide di presenziare comunque al ballo per rivedere un'ultima volta la sua amata.
Il ballo in maschera ha dunque inizio: Renato tenta di capire quale sia il travestimento di Riccardo, e con uno stratagemma riesce a carpire l'informazione da Oscar. Nel frattempo Riccardo viene avvicinato da Amelia, che lo implora di fuggire. Riccardo rifiuta, ma le confessa di aver firmato l'ordine per la sua partenza. Mentre si accingono all'addio, giunge Renato e pugnala a tradimento il Conte. Oscar accusa Renato del delitto ma il Conte, agonizzante, fa liberare l'amico e, fattolo avvicinare, gli confessa di aver amato Amelia ma di averne rispettato l'onore, e gli mostra il dispaccio firmato. Mentre Renato contempla le conseguenze dell'erronea vendetta, Riccardo muore, pianto da tutti i presenti.

## Brani celebri
- Volta la terrea, canzone di Oscar (atto I)
- Re dell'abisso, affrettati, romanza di Ulrica (atto I)
- Ecco l'orrido campo, romanza di Amelia (atto II)
- È scherzo od è follia, quintetto
- Teco io sto, duetto tra Riccardo e Amelia (atto II)
- Eri tu che macchiavi quell'anima, Aria di Renato Scena I (atto III)
- Morrò - ma prima in grazia, romanza di Amelia (atto III)
- Forse la soglia attinse - Riccardo - Scena V (atto III)
- Ma se m'è forza perderti, Aria di Riccardo (atto III)
- Saper vorreste, canzone di Oscar (atto III)

## Numeri musicali

### Atto I
- 1 Preludio
- 2 Introduzione
  - Coro Posa in pace, a' bei sogni ristora (Uffiziali, Gentiluomini, Samuel, Tom, Aderenti) Scena I
- 3 Scena e Sortita di Riccardo
  - Scena S'avanza il conte (Oscar, Riccardo) Scena II
  - Sortita La rivedrà nell'estasi (Riccardo, Uffiziali, Gentiluomini, Samuel, Tom, Aderenti) Scena II
- 4 Scena e Cantabile di Renato
  - Scena Il cenno mio di là con essi attendi (Riccardo, Oscar, Renato) Scena II-III
  - Cantabile Alla vita che t'arride (Renato) Scena III
- 5 Scena e Ballata di Oscar
  - Scena Il primo Giudice. - S'avanzi. (Oscar, Riccardo, Giudice) Scena IV
  - Ballata Volta la terrea fronte alle stelle (Oscar, Riccardo) Scena IV
- 6 Seguito e Stretta dell'Introduzione
  - Stretta dell'Introduzione Sia condannata (Giudice, Oscar, Riccardo, Samuel, Tom, Aderenti, Uffiziali, Gentiluomini) Scena V
- 7 Invocazione
  - Scena Zitti... l'incanto non dèssi turbare (Popolani) Scena VI
  - Invocazione Re dell'abisso, affrettati (Ulrica) Scena VI
  - Scena Arrivo il primo! (Riccardo, Popolane, Ulrica, Coro) Scena VII
  - Scena Su, fatemi largo, saper vo' il mio fato (Silvano, Ulrica, Riccardo, Servo, Coro) Scena VIII
- 8 Scena e Terzetto
  - Scena Che v'agita così? (Ulrica, Amelia, Riccardo) Scena IX
  - Terzetto Della città all'occaso (Ulrica, Amelia, Riccardo) Scena IX
- 9 Scena e Canzone di Riccardo
  - Scena Su, profetessa, monta il treppiè (Coro, Oscar, Riccardo) Scena X
  - Canzone Di' tu se fedele (Riccardo, Coro) Scena X
- 10 Scena e Quintetto
  - Scena Chi voi siate, l'audace parola (Ulrica, Riccardo, Samuel, Oscar, Coro) Scena X
  - Quintetto È scherzo od è follia (Riccardo, Ulrica, Samuel, Tom, Oscar, Coro) Scena X
- 11 Scena e Inno. Finale I
  - Scena Finisci 'l vaticinio (Riccardo, Ulrica, Samuel, Tom, Renato, Coro) Scena X-XI-XII
  - Inno O figlio d'Inghilterra (Coro, Oscar, Riccardo, Ulrica, Renato, Samuel, Tom, Aderenti) Scena XII

### Atto II
- 12 Preludio, Scena e Aria di Amelia
  - Preludio
  - Scena Ecco l'orrido campo (Amelia) Scena I
  - Aria Ma dall'arido stelo divulsa (Amelia) Scena I
- 13 Scena e Duetto di Amelia e Riccardo
  - Scena Teco io sto. - Gran Dio! (Riccardo, Amelia) Scena II
  - Duetto Non sai tu che se l'anima mia (Riccardo, Amelia) Scena II
  - Tempo di mezzo M'ami, m'ami!... (Riccardo) Scena II
  - Cabaletta Oh, qual soave brivido (Riccardo, Amelia) Scena II
- 14 Scena e Terzetto
  - Scena Ahimè! S'appressa alcun! (Amelia, Riccardo, Renato) Scena II
  - Terzetto Tu qui? - Per salvarti da lor (Riccardo, Renato, Amelia) Scena III
  - Tempo di mezzo Amico, gelosa t'affido una cura (Riccardo, Renato) Scena III
  - Cabaletta Odi tu come fremono cupi (Amelia, Renato, Riccardo) Scena III
- 15 Finale II
  - Scena Seguitemi. - Mio Dio! (Renato, Amelia) Scena IV-V
  - Coro Avventiamoci su lui (Coro, Samuel, Tom, Renato, Amelia) Scena V
  - Quartetto Ve', se di notte qui colla sposa (Samuel, Tom, Renato, Amelia, Coro) Scena V

### Atto III
- 16 Scena di Amelia e Renato. Preghiera di Amelia
  - Scena A tal colpa è nulla il pianto (Renato, Amelia) Scena I
  - Aria Morrò, ma prima in grazia (Amelia) Scena I
- 17 Scena e Aria di Renato
  - Scena Alzati; là tuo figlio (Renato) Scena I
  - Aria Eri tu che macchiavi quell'anima (Renato) Scena I
- 18 Scena e Terzetto. Quartetto. Quintetto
  - Scena Siam soli. Udite (Renato, Tom, Samuel) Scena II
  - Terzetto Dunque l'onta di tutti sol una (Renato, Tom, Samuel) Scena II
- 19 Scena e Quartetto
  - Scena E chi vien?... (Renato, Amelia) Scena II-III
  - Quartetto Qual tristezza m'assale, qual pena! (Amelia, Renato, Samuel, Tom) Scena III
- 20 Scena e Quintetto
  - Scena Il messaggio entri (Renato, Oscar, Amelia, Samuel, Tom) Scena III-IV
  - Quintetto Di che fulgor, che musiche (Oscar, Amelia, Renato, Samuel, Tom) Scena IV
- 21 Romanza di Riccardo
  - Scena Forse la soglia attinse (Riccardo) Scena V
  - Romanza Ma se m'è forza perderti  (Riccardo) Scena V
- 22 Festa da ballo e Coro
  - Festa da ballo Ah! dessa è là... (Riccardo, Oscar) Scena V-VI
  - Coro Fervono amori e danze (Coro) Scena VII
- 23 Scena e Canzone di Oscar
  - Scena Altro de' nostri è questo (Samuel, Renato, Tom, Oscar) Scena VIII
  - Canzone Saper vorreste (Oscar) Scena VIII
- 24 Finale ultimo
  - Seguito della festa da ballo Fervono amori e danze (Coro) Scena VIII
  - Scena So che tu sai distinguere gli amici suoi (Renato, Oscar) Scena VIII
  - Scena Ah! perché qui! fuggite... (Amelia, Riccardo) Scena VIII
  - Duettino T'amo, sì, t'amo, e in lagrime (Amelia, Riccardo) Scena VIII
  - Scena Dunque vedermi vuoi (Amelia, Riccardo, Renato, Oscar, Coro) Scena VIII
  - Scena finale Ella è pura; in braccio a morte (Riccardo, Amelia, Oscar, Renato, Samuel, Tom, Coro) Scena VIII

## Discografia
| Anno | Cantanti (Riccardo, Amelia, Renato, Ulrica, Oscar)                                                                   | Direttore            | Etichetta           |
| ---- | --- | -------------------- | ------------------- |
| 1943 | Beniamino Gigli, Maria Caniglia, Gino Bechi, Fedora Barbieri, Elda Ribetti                                           | Tullio Serafin       | EMI                 |
| 1956 | Giuseppe Di Stefano, Maria Callas, Tito Gobbi, Fedora Barbieri, Eugenia Ratti                                        | Antonino Votto       | EMI                 |
| 1957 | Giuseppe Di Stefano, Maria Callas, Ettore Bastianini, Giulietta Simionato, Eugenia Ratti (Live at Teatro alla Scala) | Gianandrea Gavazzeni | EMI                 |
| 1960 | Carlo Bergonzi, Birgit Nilsson, Cornell MacNeil, Giulietta Simionato, Sylvia Stahlman                                | Georg Solti          | Decca               |
| 1961 | Gianni Poggi, Antonietta Stella, Ettore Bastianini, Adriana Lazzarini, Giuliana Tavolaccini                          | Gianandrea Gavazzeni | Deutsche Grammophon |
| 1966 | Carlo Bergonzi, Leontyne Price, Robert Merrill, Shirley Verrett, Reri Grist                                          | Erich Leinsdorf      | RCA                 |
| 1970 | Luciano Pavarotti, Renata Tebaldi, Sherrill Milnes, Regina Resnik, Helen Donath                                      | Bruno Bartoletti     | Decca               |
| 1976 | Plácido Domingo, Martina Arroyo, Piero Cappuccilli, Fiorenza Cossotto, Reri Grist                                    | Riccardo Muti        | EMI                 |
| 1978 | José Carreras, Montserrat Caballé, Ingvar Wixell, Patricia Payne, Sona Ghazarian                                     | Colin Davis          | Philips Records     |
| 1980 | Plácido Domingo, Katia Ricciarelli, Renato Bruson, Elena Obrazcova, Edita Gruberová                                  | Claudio Abbado       | Deutsche Grammophon |
| 1982 | Luciano Pavarotti, Margaret Price, Renato Bruson, Christa Ludwig, Kathleen Battle                                    | Georg Solti          | Decca               |
| 1989 | Plácido Domingo, Josephine Barstow, Leo Nucci, Florence Quivar, Sumi Jo                                              | Herbert Von Karajan  | Deutsche Grammophon |
| 1995 | Richard Leech, Michele Crider, Vladimir Černov, Elena Zaremba, Maria Bayo                                            | Carlo Rizzi          | Teldec              |

## DVD parziale
| Anno | Cantanti (Riccardo, Amelia, Renato, Ulrica, Oscar)                                   | Direttore       | Etichetta           |
| ---- | ------------------------------------------------------------------------------------ | --------------- | ------------------- |
| 1980 | Luciano Pavarotti, Katia Ricciarelli, Louis Quilico, Bianca Berini, Judith Blegen    | Giuseppe Patanè | Pioneer             |
| 1990 | Plácido Domingo, Josephine Barstow, Leo Nucci, Florence Quivar, Sumi Jo              | Georg Solti     | TDK                 |
| 1991 | Luciano Pavarotti, Aprile Millo, Leo Nucci, Florence Quivar, Harolyn Blackwell       | James Levine    | Deutsche Grammophon |
| 2001 | Salvatore Licitra, Marija Hulehina, Ambrogio Maestri, Mariana Pentcheva, Ofelia Sala | Riccardo Muti   | House of Opera      |